# 보령 성주사지 낭혜화상탑비
보령 성주사지 낭혜화상탑비(保寧 聖住寺址 郞慧和尙塔碑)는 대한민국 충청남도 보령시 성주사지에 있는 비석이다. 1962년 12월 20일 대한민국의 국보 제8호로 지정되었다.

## 역사
비석의 높이는 4.55m이다. 성주산문을 일으킨 낭혜화상 무염의 생애를 기록한 탑비이다. 남북국 시대 신라 비석 중 가장 크며, 비문에는 낭혜화상의 행적이 잘 나타나 있고 신라 최고의 문장가 고운 최치원이 글을 지었다. 글자수가 무려 5,120자나 되는 장문으로 고운이 지은 비문(사산비명) 중 하나로 유명하다. 글씨는 해서체로 알려진 최인곤이 썼고, 신라의 골품제와 당시의 언어를 연구하는 데 귀중한 문자 자료이다. 비의 상륜부 이수와 받침석 귀부는 생동감과 조각솜씨가 출중하여, 통일신라시기의 조각기법을 잘 보여준다. 낭혜화상은 무열왕의 8대손으로 왕자 흔과 같이 당에 가서 선종을 유학하고 돌아와 성주사에 머물면서 불교 선문 구산의 하나인 성주산파를 일으켰다.

## 개요
성주사터에 남아 있는 통일신라시대의 승려 낭혜화상 무염(無染)의 탑비이다.
낭혜화상은 무열왕의 8세손으로 애장왕 2년(801)에 태어나 열세 살 되던 해에 출가, 헌덕왕 13년(821)에 당나라로 유학하여 수도를 통해 깨달음을 얻게 되었고 문성왕 7년(845)에 귀국하여 당시 웅천(지금의 보령)에 있던 오합사(烏合寺)의 주지가 되었다.
이 절에서 선(禪)을 널리 알리고 점점 크게 번성하게 되자, 왕은 ‘성주사’라는 절 이름을 내려주었으며, 진성여왕 2년(888) 89세로 이 절에서 입적하니 왕은 시호를 ‘낭혜’라 하고, 탑 이름을 ‘백월보광’이라 내리었다.
절터 서북쪽에 세워진 이 비는 거북 모습의 받침돌 위에 비몸을 세우고 그 위로 머릿돌을 얹은 모습으로 받침돌이 심하게 부서진 채 흙에 묻혀 있던 것을 1974년에 해체·보수하였다.
얼굴의 일부분이 깨져 있는 거북은 머리 위쪽에 둥근 뿔이 나 있고, 뒤로 째진 눈에는 눈썹이 휘말려 있으며, 입은 마치 불을 내뿜으려는 기세이다. 등에는 선명한 이중의 육각무늬를 새기고, 중앙에는 제법 굵직한 구름무늬가 사실적으로 표현되어 있다. 구름무늬 위로는 비몸을 꽂아두는 네모난 홈을 높게 마련하여 각 면을 장식하였다. 길다란 비몸은 앞면에만 비문을 새기고, 위쪽 양 모서리를 둥글게 깎아 놓았다. 맨 위에 올려진 머릿돌은 밑면에 연꽃을 두르고, 그 위로 구름과 용이 서로 뒤엉킨 장면을 입체적으로 조각하였는데, 힘찬 용틀임과 웅장한 기상이 잘 나타나 있다. 앞면에는 받침돌의 거북머리와 같은 방향으로 용머리가 툭 불거져 나와 있어 흥미를 자아낸다.
비문에는 낭혜화상의 업적이 자세히 적혀 있는데, 진골이던 낭혜화상의 가문이 아버지 대에 이르러 6두품의 신분으로 낮아지는 대목도 나타나 있어 당시 신라골품제도의 연구자료로서도 중요한 가치를 지닌다. 최치원이 글을 짓고 그의 사촌인 최인연이 글씨를 썼으며, 비를 세운 시기는 적혀 있지 않으나, 낭혜화상이 입적한 지 2년 후인 진성여왕 4년(890)에 그의 사리탑을 세웠다는 기록이 있어 이 때 비도 함께 세웠을 것으로 보고 있다.
통일신라시대에 만들어진 탑비 중에서 가장 거대한 풍채를 자랑하며, 화려하고 아름다운 조각솜씨가 작품속에서 유감없이 발휘되어 통일신라시대 최고의 수준을 보여주고 있다.

## 같이 보기
- 보령 성주사지
- 낭혜화상

## 참고 자료
- 보령 성주사지 낭혜화상탑비 - 국가유산청 국가유산포털